# Приходи
Приходи (словен. Prihodi) је насељено место у општини Јесенице, Горењска регија, Словенија.

## Историја
До територијалне реорганизације у Словенији били су у саставу старе општине Јесенице.

## Становништво
У попису становништва из 2011. године, Приходи су имали 106 становника.
| Број становника према пописима | Број становника према пописима | Број становника према пописима |
| ------------------------------ | ------------------------------ | ------------------------------ |
| 1991                           | 2002                           | 2011                           |
| 98                             | 97                             | 106                            |

Напомена: Године 1979. настала одвајањем дела од насеља Јесенице.